# Władysław Skoczylas
Władysław Skoczylas (* 4. April 1883 in Wieliczka; † 8. April 1934 in Warschau) war ein polnischer Maler, Grafiker, Bildhauer und Pädagoge, Gründer der polnischen Schule des Holzschnitts.

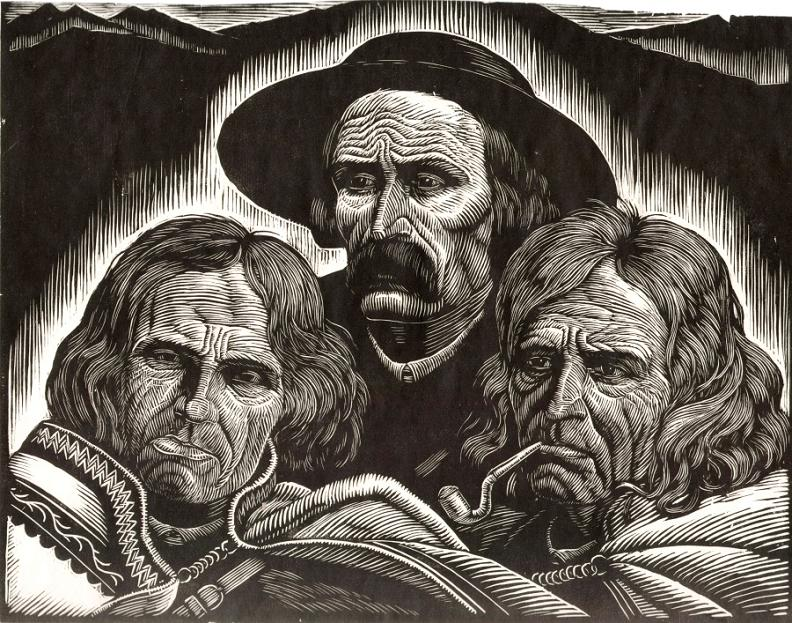
Drei Goralen

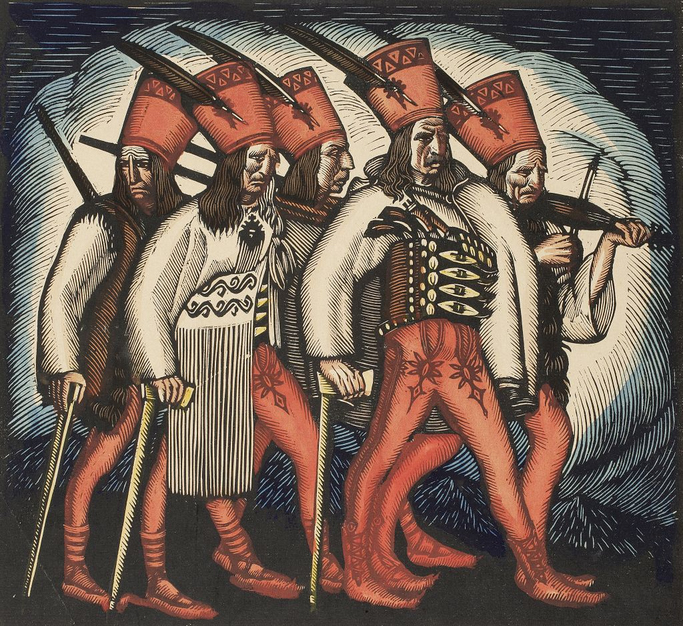
Bergräuber

## Leben
Nach dem Besuch eines Gymnasiums in Bochnia studierte er von 1901 bis 1903 an der Kunstgewerbeschule Wien, danach an der Akademie der Bildenden Künste Krakau Malerei bei Teodor Axentowicz und Leon Wyczółkowski, sowie Bildhauerei bei Konstanty Laszczka.
Im Zeitraum von 1910 bis 1913 studierte er Bildhauerei in Paris bei Antoine Bourdelle sowie Grafik und Holzschnitt an der Akademie für Graphische Künste und Buchgewerbe in Leipzig.
Seit 1908 unterrichtete er Zeichnen an der Schule für Holzhandwerk in Zakopane. Dort wurde er von der Volkskunst und dem Folklore der Goralen beeinflusst.
1918 wurde er Dozent am Lehrstuhl für Freihandzeichnen der Architekturfakultät der Polytechnischen Hochschule Warschau.
1922 übernahm er den Lehrstuhl für Grafik an der Schule der Schönen Künste Warschau. Er unterrichtete auch an der Akademie der bildenden Künste Krakau. Seine Schüler bildeten die polnische Schule des Holzschnittes, von der polnischen Volkskunst stark beeinflusst. In den Werken Skoczylas dominierten die Reminiszenzen des Aufenthaltes in Zakopane aus dem Goralen-Milieu.
Auf dem Olympia-Kunst-und-Literaturwettbewerb in Amsterdam 1928 wurde Skoczylas mit einer Bronzemedaille für seinen Aquarellenzyklus ausgezeichnet. Er erhielt das Offiziers- und Komturkreuz des Polonia-Restituta-Ordens.
Er starb im Alter von 51 Jahren und wurde auf dem Warschauer Powązki-Friedhof bestattet.
Über 400 seiner Werke befinden sich in den Sammlungen des Museums der Königlich Krakauer Salinen in seiner Geburtsstadt Wieliczka.